# Bola (beguda)
La bola és una beguda que es preparava al segle xix a Sabadell. Es barrejava cervesa i gasosa en un bol o una sopera i s'hi afegia un bolado de sucre regat amb rom. Quan la bola de sucre cremava i es desfeia la beguda estava a punt. Es va recuperar el 1998 gràcies a la tasca de l'Esbart Sabadell Dansaire. Es pren per la festa major de la ciutat en el transcurs del ball de la bola.